# Bridgewater (Maine)
Bridgewater – miasto w Stanach Zjednoczonych, w stanie Maine, w hrabstwie Aroostook.